# Mario Ballón Aguirre
Mario David Ballón Aguirre es un actor y director peruano de teatro. Es egresado en la especialidad de Artes Escénicas de la Pontificia Universidad Católica del Perú, de la Escuela de Danza Contemporánea de la misma casa de estudios y del Club de Teatro de Lima.
En mayo de 2010 dirigió la obra Comer, y también actuó en el montaje Diecisiete camellos.
En 2011 actuó en la obra Sangre como flores, la pasión según García Lorca, bajo la dirección de Alberto Ísola. Debutó en televisión como protagonista de la miniserie Gamarra de América Televisión.
Durante 2012 laboró como profesor de expresión corporal del programa concurso Yo soy. En teatro, protagonizó y dirigió El deseo más canalla.

## Teatro
Lista de créditos como director
- Generación en Liquidación (2007) Teatro de Cámara.
- N.A. (ninguna de las anteriores) (2009) Centro Cultural PUCP — También dramaturgia.
- Comer (2010) Teatro de la Alianza Francesa.
- El deseo más canalla (2012) Teatro de la Alianza Francesa.

 Lista de créditos como actor
- N.A. (ninguna de las anteriores) (2009)
- Crónicas de días enteros, noches enteras  (2009)
- Diecisiete camellos (2010) como Andrés.
- Sangre como flores, la pasión según García Lorca (2011) como Rafael Rodríguez Rapún.
- Naturaleza muerta (2012) como Andrés.
- Revoltijo a colores (2012) como Nardo.
- El deseo más canalla (2012) como el Número 2.

## Trabajos en televisión
- Confesiones Historias de la Vida Misma (2013) varios roles.
- Gamarra (2011–12) como Aquiles Gamarra.
- Yo soy (2012–) Profesor de expresión corporal.
- Mi amor, el wachimán (2012-2013) como Juan Diego García Miró.